# Rusty Bryant
Royal G. „Rusty“ Bryant  (* 25. November 1929 in Columbus (Ohio); † 25. März 1991 ebenda) war ein US-amerikanischer Soul-Jazz- und Rhythm-and-Blues-Saxophonist (Altsaxophon, Tenorsaxophon).

## Leben und Wirken
Bryant wuchs in Columbus auf, wo er in der lokalen Jazzszene bekannt wurde. Er arbeitete dann mit Tiny Grimes und Stomp Gordon, bevor er 1951 sein eigenes Ensemble gründete. 1955 schloss er einen Plattenvertrag bei Dot Records ab und nahm in der zweiten Hälfte der 1950er Jahre mehrere Alben auf; seine Nummer „All Night Long“, eine schnellere Version des Titels Night Train, wurde ein Hit in den R&B-Single-Charts der USA.
Bryants Kontrakt mit Dot endete 1957; danach kehrte er in seine Heimatstadt Columbus zurück, um meist lokal aufzutreten, oft mit dem Pianisten/Organisten Hank Marr. Aufmerksamkeit erhielt er durch seine Mitwirkung an Groove Holmes’ Album That Healin' Feelin (1968), was zu einer Aufnahme-Session unter eigenem Namen für Prestige Records führte. Ab 1969 wirkte er an einer Reihe von Alben mit, u. a. von Boogaloo Joe Jones, Johnny Hammond Smith, Sonny Phillips; 1970 erschien sein Album Soul Liberation, das kommerziell erfolgreich war und #35 der U.S. Black Albums-Charts sowie #15 Top Jazz Alben-Charts erreichte. Bryant setzte seine Aufnahmetätigkeit noch bis in die frühen 1980er Jahre fort; danach arbeitete er meist in Columbus. Er starb dort 1991.

## Diskographie
- America's Greatest Jazz (Dot Records, 1955)
- All Night Long (Dot, 1956)
- Rusty Bryant Plays Jazzz (Dot, 1957)
- Rusty Bryant Returns (Prestige Records, 1969)
- Night Train Now! (Prestige, 1969)
- Soul Liberation (Prestige, 1970)
- Fire-Eater (Prestige, 1971)
- Wildfire (Prestige, 1971)
- Friday Night Funk for Saturday Night Brothers (Prestige, 1972)
- For the Good Times (Prestige, 1973)
- Until It's Time for You to Go (Prestige, 1974)
- Rusty Rides Again! (Phoenix Records, 1980)
- With the Boss 4 (Phoenix, 1981)